# Chloé Jouannet
Chloé Jouannet (* 17. Oktober 1997) ist eine französische Filmschauspielerin.

## Leben
Chloé Jouannet ist die Tochter der Schauspieler Alexandra Lamy und Thomas Jouannet. 2014 verkörperte sie die Jugendliche „Léa“ in Ein Sommer in der Provence. Ab 2017 spielte sie in der Serie Riviera und ab 2019 in Infidèle.
Ab 2020 spielte sie die Hauptrolle der „Lola“ in der Comedyserie Derby Girl. 2021 folgte die Krimiserie Luther.

## Filmografie (Auswahl)
- 2009: Lucky Luke
- 2014: Ein Sommer in der Provence (Avis de mistral)
- 2017–2019: Riviera (Fernsehserie, 9 Folgen)
- 2018: Le gendre de ma vie
- 2019: Jamais sans toi, Louna (Fernsehfilm)
- 2019: Banlieusards – Du hast die Wahl (Banlieusards)
- 2019–2020: Infidèle (Fernsehserie, 12 Folgen)
- 2020–2022: Derby Girl (Fernsehserie, 18 Folgen)
- 2021: Luther (Fernsehserie, 10 Folgen)
- 2022: Notre-Dame in Flammen (Notre-Dame brûle)
- 2022: Touchées (Fernsehfilm)
- 2022: Mon héroïne
- 2023: Mord auf dem Rummel (Killer Coaster, Fernsehserie, 8 Folgen)
- 2024: It's Christmas!